# Баландин, Лоллий Александрович
Лоллий Александрович Баландин (22 апреля 1921, Новониколаевск — 2 октября 2003, Новосибирск) — советский и российский актёр и режиссёр театра, писатель, театральный критик, радиоведущий, главный режиссёр Новосибирского радиокомитета (1959—1975). Заслуженный работник культуры РСФСР (1972).

## Биография
Родился 22 апреля 1921 года в Новониколаевске. Некоторое время учился в Томске. Из-за службы отца переехал с семьёй в Омск, где окончил десятилетнюю школу.
С 1939 года — студент Московского института стали. С этого же года — в армии. Участвовал в Великой Отечественной войне. Демобилизован в сентябре 1946 года, после чего учился в театральной студии при Омском драматическом театре, в который был приглашён работать актёром. Параллельно обучался заочно в Омском государственном пединституте на факультете русского языка и литературы.
В 1951 году принят в новосибирский театр «Красный факел», в котором одновременно был актёром и заведующим литературной частью. В этот же период стал сотрудником Новосибирского радио. С 1958 года полностью сосредоточился на режиссёрской деятельности. В ноябре 1959 года назначен главным режиссёром радиовещания.
В 1961—1962 годах посещал Высшие режиссёрские курсы Московского государственного института театрального искусства имени А. В. Луначарского (класс Н. П. Охлопкова). Тогда же занимался режиссированием некоторых передач и постановок на Московском радио. Учился в ГИТИС на заочном отделении аспирантуры. С января 1969 года — кандидат искусствоведения.
С 1962 года состоял в Союзе журналистов, с 1965 — в Союзе писателей СССР.
В 1975—1987 годах возглавлял кафедру журналистики Новосибирской высшей партийной школы.
Член редакционной коллегии «Сибирских огней», председатель научно-методического совета по ораторскому мастерству Всесоюзного общества «Знание», участник областного художественного совета.
Умер 2 октября 2003 года в Новосибирске. Похоронен на Заельцовском кладбище.

## Деятельность
Большие теоретические познания в сочетании с богатым практическим опытом позволяли Баландину чувствовать себя комфортно в разных областях искусства. Он ставил радио- и театральные спектакли, режиссировал массовые театрализованные представления, был автором художественных произведений, литературоведческих и театроведческих трудов.
Популяризировал работы советских литераторов, при этом фокусировался прежде всего на творчестве сибирских авторов, что выразилось в серии радиоспектаклей «Писатели-сибиряки», радиопрограмме «Театр у микрофона», посредством которой он знакомил аудиторию с сибирскими писателями (В. Зазубриным, А. Коптеловым, А. Ивановым и др), и постановках на основе их произведений: «Тени исчезают в полдень» (А. Иванов), «Первый шаг» (С. Залыгин), «Глухая мята» (В. Липатов), «Великое кочевье» (А. Коптелов), «Сумасшедший поезд» (К. Лисовский), «Даурия» (К. Седых), «Защита поручена Ульянову» (В. Шалагинов) и др.
В работе над своими радиопостановками сотрудничал со столичными театрами и гастролировавшими актёрами, с которыми устраивал инсценировки.
Был сценаристом и режиссёром массовых театрализованных мероприятий города.
На сцене новосибирского театра занимался постановками таких премьерных спектаклей как «Дурочка» (Лопе де Вега), «Васса Железнова» (М. Горький), «Пузырьки» (А. Хмелик), «Обыкновенное чудо» (Е. Шварц), «Якорная площадь» (И. Шток) и т. д.
Планировал организовать учебный центр по воспитанию артистов для работы на радио.
Участвовал в создании при Новосибирском радио фонда записей театральных представлений, серии творческих портретов новосибирских артистов и режиссёров.
Значительная часть спектаклей и постановок Баландина присутствовала на программах республиканских радиокомитетов и Всесоюзного радио. Его труд был положительно воспринят аудиторией.
Принимал участие в беседах, вёл лекции на семинарах, руководил уроками практической подготовки режиссёров, прибывавших из разных городов на стажировку.

## Сочинения
- Четыре портрета (Новосибирск, 1962);
- Виктор Лаврентьев (Новосибирск, 1969);
- На сцене и за кулисами (Новосибирск, 1972);
- Афанасий Коптелов (Новосибирск, 1975);
- С чего театр начинается (Новосибирск, 1979);
- В театр влюбленные (Новосибирск, 1981);
- Новосибирск театральный (соавтор, Новосибирск, 1983);
- Вениамин Шалагинов (Новосибирск, 1984);
- Счастливая судьба — Зоя Булгакова на сцене и в жизни (Новосибирск, 1998)[1].

## Награды
Орден Отечественной войны 2-й степени, медали «За участие в обороне Москвы», «За участие в Великой Отечественной войне 1941—1945 гг.»,
«За участие в войне с Японией», «За участие в освоении целинных и залежных земель».
В феврале 1972 года удостоен почетного звания «Заслуженный работник культуры РСФСР» за большой вклад в радиопропаганду творчества сибирских писателей и плодотворную работу в области литературы.
Дипломы Всесоюзных конкурсов.

## Память
В Новосибирске на здании, в котором жил Баландин, была установлена памятная доска.